# 루보 풀리치
루보 풀리치(크로아티아어: Ljubo Puljić, 2007년 5월 31일~)는 크로아티아의 축구 선수로, 포지션은 수비수이다.

## 어린 시절
크로아티아 부코바르스리옘주 빈코브치에서 태어났다.치발리아의 유소년팀에서 오시예크 유소년팀으로 이적한 후, 2023년 5월 31일에 바이에른 뮌헨 유소년팀과의 계약을 했다.

## 국가대표팀 경력
2023년 U-17 유로 대회에서 크로아티아 U-17 국가대표로 참가해 네덜란드 U-17 상대로 득점을 기록했다.

## 경기 성향
주 포지션은 중앙 수비수로, 주로 사용하는 발은 왼발이다.